# Eddy Grant
Pour les articles homonymes, voir Grant.
Eddy Grant, né Edmond Montague Grant le 5 mars 1948 à Plaisance au Guyana est un chanteur et guitariste de reggae guyanien.

## Biographie
Né au Guyana, le jeune Eddy Grant et ses parents s'installèrent à Londres en Angleterre, plus précisément dans le quartier de Kentish Town.
Auteur, compositeur et guitariste du groupe The Equals, Eddy Grant connaît son premier succès avec le titre Baby, Come Back. Cette chanson resta longtemps en tête des ventes de singles en Angleterre. À la suite d'un problème pulmonaire et une infection cardiaque, Eddy Grant quitta l'Angleterre pour le Guyana afin de se reposer. Se séparant du groupe The Equals, il se concentre sur sa carrière solo.
En homme d'affaires avisé, Eddy Grant possède son propre studio d'enregistrement et un label de disque appelé Ice Records. Ce qui lui permet d'être l'un des rares artistes qui détient les droits de ses propres chansons. À la suite du succès de Living on the Frontline en 1979, Il a réussi à racheter l'ensemble de ses enregistrements avec le groupe The Equals.
Sa carrière solo est à son apogée dans les années 1980 avec Do You Feel My Love en 1980, Electric Avenue en 1983.
Gimme Hope Jo'anna en 1988, est dédié à Nelson Mandela, qui est à cette époque en prison. Jo'anna est la contraction de Johannesburg, ville sud-africaine ou règne l'apartheid.
En France, ce titre, un de ses plus gros succès, a atteint la 8e place du TOP 50 en septembre 1988 et est resté classé 18 semaines.
Eddy Grant est aussi connu pour avoir écrit Police on My Back repris par The Clash sur leur album Sandinista!.
En mars 2010, Eddy Grant accuse le groupe Gorillaz d'avoir plagié le morceau Time Warp (1982) pour leur tube Stylo. EMI, chargé de la distribution des deux morceaux, annonce une entente amiable entre les deux parties.

## Discographie

### Meilleures ventes de disques en Angleterre
- « Living on the Front Line » - 1979 - #11
- « Do You Feel My Love » - 1980 - #8 - +200 000 exemplaires vendus en France en 1981[4]
- « Can't Get Enough of You » - 1981 - #13
- « I Love You, Yes I Love You » - 1981 - #37
- « I Don't Wanna Dance » - 1982 - #1 (US #53)
- « Electric Avenue » - 1983 - #2 (US #2)
- « Living on the Front Line » / "Do You Feel My Love" - 1983 - #47
- « War Party » - 1983 - #42
- « Till I Can't Take Love No More » - 1983 - #42
- « Romancing the Stone » - 1984 - #52 (US #26)
- « Boys in the Street » - 1984 - #78
- « Gimme Hope Jo'anna » - 1988 - #7
- « Harmless Piece of Fun » - 1988 - #90
- « Put a Hold on It » - 1988 #79
- « Walking on Sunshine » - 1989 - #63
- « Electric Avenue » - remix - 2001 - #5
- « Walking on Sunshine » - remix - 2001 - #57

### Albums
| Année | Titre                 | Label                                   | US | UK |
| ----- | --------------------- | --------------------------------------- | -- | -- |
| 1975  | Eddy Grant            | Torpedo                                 | -  | -  |
| 1977  | Message Man           | Ice Records                             | -  | -  |
| 1979  | Walking on Sunshine   | Ice Records                             | -  | -  |
| 1980  | Love in Exile         | Ice Records                             | -  | -  |
| 1980  | My Turn To Love You   | Ice Records et Epic Records             | -  | -  |
| 1981  | Live at Notting Hill  | Ice Records                             | -  | -  |
| 1981  | Can't Get Enough      | Ice Records                             | -  | 39 |
| 1982  | Killer on the Rampage | Ice Records                             | 10 | 7  |
| 1984  | Going for Broke       | Ice Records                             | 64 | -  |
| 1986  | Born Tuff             | Ice Records                             | -  | -  |
| 1988  | File Under Rock       | Parlophone Records et Blue Wave Records | -  | -  |
| 1990  | Barefoot Soldier      | Enigma Records                          | -  | -  |
| 1992  | Paintings of the Soul | MG Records                              | -  | -  |
| 1993  | Soca Baptism          | Ice Records                             | -  | -  |
| 2001  | Hearts and Diamonds   | Ice Records                             | -  | -  |
| 2006  | Reparation            | Ice Records                             | -  | -  |
| 2017  | Plaisance             | Ice Records                             |    |    |

### Compilations
- 1984 All The Hits (K-tel) - UK Albums Chart - UK #23
- 1989 Walking On Sunshine - The Very Best of Eddy Grant (Parlophone Records) - UK #20
- 1997 Greatest Hits (EMI)
- 1999 Hits From the Frontline (Sequel Records)
- 1999 Hit Collection (Wagram Records)
- 2000 Greatest Hits Collection (Sequel Records)
- 2000 Hit Collection (Ice Records)
- 2001 The Greatest Hits (Sire Records) - UK #3
- 2001 Greatest Hits (Warner Music Group)
- 2008 The Very Best of Eddy Grant - Road To Reparation (Universal Records)

## Collaboration
- 1985 : The Dream of the Blue Turtles de Sting - Eddy congas sur Consider Me Gone.